# Boneta pulchra
Boneta pulchra is een hooiwagen uit de familie Cosmetidae. De wetenschappelijke naam van Boneta pulchra gaat terug op Roewer.